# B-lista
A 20. századi Magyarországon két ízben hajtottak végre nagyarányú közalkalmazotti létszámcsökkentést: az első világháborút követő években, majd a második világháború után. Ezek során készítettek ún. B-listákat, amelyek az elbocsájtandó személyek nevét tartalmazták. A mindenkori kormány a közalkalmazotti, köztisztviselői réteg létszámának csökkentésével az államháztartás egyensúlyát igyekezett helyreállítani, másrészt a politikailag megbízhatatlannak ítélt személyeket akarta ilyen módon eltávolítani a közszférából. A B-lista puszta léte folyamatos fenyegetést jelentett az állam szolgálatában állók számára, és egyfajta fegyelmezési eszköz is volt a hatalmon lévők kezében.

## B-listázás a Horthy-korszakban
A vesztes világháborút és a trianoni békediktátumot követően az ország költségvetésére súlyos teherként nehezedett a szellemi dolgozói rétegek magas számaránya. A problémán elbocsájtásokkal igyekeztek segíteni. A leépítéseket az 1920-as évek elején kezdődtek, több lépcsőben valósították meg, és 20-30 000 embert érintett. Az 1920. évi XI. törvénycikk 3§-a rendelkezett az 1918. október 31. és 1919 augusztus 6. között, vagyis az Őszirózsás forradalom és a Tanácsköztársaság ideje alatt kinevezett "állami, államvasúti és vármegyei tisztviselők és egyéb alkalmazottak" azonnali elbocsájtásáról. A törvény végrehajtása során politikai szempontokat érvényesítettek. A Magyarországi Tanácsköztársaság bukását követően felerősödő antiszemitizmus következményeként a zsidó értelmiséget, pedagógusokat, valamint politikailag megbízhatatlannak vélt hivatalnokokat, kommunistákat bocsájtottak el, de a tőlük  való megszabadulás nem oldotta meg a problémát, így hamarosan más társadalmi csoportokra is sor került.
Az 1923. évi XXXV. törvénycikk már politikai felhangok nélkül szorgalmazta a közszférában dolgozók létszámának csökkentését. Alkalmazásának okát a záró rendelkezés rögzíti: „A jelen törvény alapján elbocsátott tisztviselők és egyéb alkalmazottak az állam súlyos pénzügyi helyzetének parancsoló szükséglete folytán bocsáttatnak el. E tisztviselőknek és egyéb alkalmazottaknak a gazdasági életben való mielőbbi elhelyezkedése közérdek. Más pályákon való elhelyezkedésük előmozdítása céljából állami támogatással közvetítőirodát kell létesíteni.”
A végrehajtás során szociális szempontokat is igyekeztek érvényesíteni. Egy családból nem volt szabad mindkét szülőt elbocsájtani (1§); az elbocsátottakat vagy nyugdíjazták, vagy végkielégítéssel küldték el (3§); az elbocsájtott személyeket a költségvetésből ellátott üres helyekre fel lehetett venni (6§).

## B-listázás 1945 után
1946. május 19-én megjelent az 5000/1946. sz. kormányrendelet, melynek címe Az államháztartás egyensúlyának helyreállítása érdekében szükséges egyes rendelkezések. Az 1920-as évekhez hasonlóan, ezúttal is a vesztes világháború következtében beálló pénzügyi válság volt az egyik fő oka a létszámcsökkentésnek. A rendelet a költségvetési deficit miatt a közszolgálati alkalmazottak elérendő létszámát az 1937/38. évi állomány 90%-ában állapította meg (2§ 1. pont). Ám a költségvetési okok mellett az elbocsájtások során itt is jelen voltak a politikai szempontok. A rendelet az elbocsájtásra ítéltek kiválasztásához két irányelvet jelölt meg: a) politikailag megbízhatatlan b) szakértelem hiánya (2.§ 2. pont). Az a) kategóriába tartozóktól, vagyis azoktól "akiknek hivatali működése az ország demokratikus szellemű újjáalkotását tevőlegesen nem szolgálja"  később a választói jogot is megvonták. A megfogalmazás mögött egyrészről az a szándék húzódott meg, hogy az előző rendszerben fasiszta, hungarista, háborúpárti tevékenységet folytató tisztviselők, közalkalmazottak, katonák, csendőrök legyenek elbocsájtva állásukból. Az ilyen személyek, ha már nyugdíjasok voltak, nyugdíjukat csökkentették, vagy megvonták. Ám az eljárás során nem csupán az említett cselekményekben elmarasztaltak kerültek B-listára, hanem a Magyar Dolgozók Pártja számára kellemetlen, a párttal szemben kritikát megfogalmazók ezrei is.
A rendszerszintűvé váló túlkapások miatt a Független Kisgazdapárt tiltakozását fejezte ki, és a „bélistázások” felülvizsgálatát kezdeményezte. Nagy Ferenc miniszterelnök Eszterhás György kisgazda politikust jelölte ki a B-lista revízió előkészítő bizottság vezetésével. A bizottság munkájának eredményeként a mintegy 93.000 B-listázott közalkalmazottból 6668 embert helyeztek vissza állásukba. Ez az intézkedés elsősorban azokat érintette, akikkel szemben a múltban politikai kifogás nem merült fel. Akik közülük még így is B-listán maradtak, azok államilag finanszírozott átképző tanfolyamokon vehettek részt (6.§ 1-2. pont).

## B-listázási törekvés a Rendszerváltás idején
Az 1989-es politikai rendszerváltás időszakában a pártállam politikai elvárásrendszerét évtizedekig kiszolgáló, az MSZMP politikai iránymutatásának megfelelni törekvő (elsősorban magasabb beosztású államigazgatási) apparátusok  "bélistázása" mellett alakult ki közhangulat, amelynek befolyásolására az MDF politikai propagandájában megfogalmazódott a "Tavaszi nagytakarítás" ígérete. Ennek következtében a közhivatalnokok ezrei hagyták ott állásukat. A "tavaszi nagytakarítás" programja lényegében a megoszló közvélemény és parlamenti interpretációk következtében elmaradt. Az elkészült B-listák csupán a politikai jellegű apparátusi szereplők cseréjét valósították meg, így nem nevezhető ez az akció történelmi értelemben B-listázásnak.